# Рихард Бренер
Рихард Бренер (на немски: Richard Brenner) е германски изследовател на Африка.

## Биография

### Младежки години (1833 – 1865)
Роден е на 30 юни 1833 година в Мерзенбург. Кралство Прусия. След завършване на средното си образование работи като лесничей в Харц, а по-късно работи в захарна плантация.

### Експедиции в Африка (1865 – 1870)
През 1865 година участва в експедицията на Карл фон дер Декен в Източна Африка като личен секретар. Експедицията тръгва от Занзибар в края на 1864 година От февруари 1865 година изследват река Тана, като установяват че реката е плавателна само в най-долното си течение. През юли същата година се отправят към река Джуба и на 19 септември експедицията достига до сомалийския град Бардера. Седмица по-късно, при опит да бъдат преодолени бързеите на реката, разположени над града, речният им параход „Велф“ засяда на подводни камъни и се разбива. На 1 октомври върху разположения на брега на реката лагер е извършено нападение от сомалийците. Много от участниците в експедицията са убити, а Бренер е един от малцината, които успяват да се спасят, като се спускат с лодка по реката до океана. Самия Декен в това сражение на участва, тъй като малко преди нападението се отправя за продоволствия в Бардера. Там е убит на 2 или 3 октомври.
От ноември 1866 до февруари 1868 година Бренер ръководи самостоятелна експедиция в Източна Африка, като пътуването е организирано и спонсорирано от роднините на Декен с цел изясняване на обстоятелствата около смъртта му. Бренер прекарва няколко месеца в края на 1866 – началото на 1867 година в приморския град Брава и в други търговски центрове по сомалийското крайбрежие, като точно установява факта за смъртта на Карл фон дер Декен и намира очевидци на неговата гибел. След като изпраща в Германия отчета за разследването си, решава да продължи изследванията на Декен.
През април 1867 година пристига от Занзибар в залива Формоза, открива западния ръкав от делтата на река Тана (Ози, ок. 800 км) и изследва част от долното течение на реката и района между нея и крайбрежието. Изследва и долното течение на река Сабаки (Галана, Ати). През ноември и декември 1867 извършва пътешествие от устието на Тана до Бардера на река Джуба. Оттам тръгва на юг и през февруари 1868 година достига до Индийския океан в района на кенийско-сомалийската граница.
По този начин Бренер става първият европеец, изследвал широка полоса от приморската низина между реките Тана и Джуба. В неговите писма от Африка, публикувани от агенцията на Аугуст Петерман през 1867 – 1868 година, се съдържат доста обстоятелствено и вярно описание на природните ландшафти на тази територия и населяващите я племена гала, приведени са сведения за съхранилите се на крайбрежието исторически паметници – развалини от персийски, арабски и други селища.
В края на 1869 година и началото на 1870 година ръководи нова експедиция като изследва крайбрежието на Арабския п-ов от Маскат до Аден и сомалийското и кенийското крайбрежие на Африка.

### Следващи години (1871 – 1874)
Изтощен от тропическа треска, Бренер се завръща в Мерзебург. През 1872 година заминава за Аден, където е назначен за консул от правителството на Австро-Унгария. След това се мести в Занзибар, където умира от тропическа треска на 22 март 1874 година 